# Анисовое масло

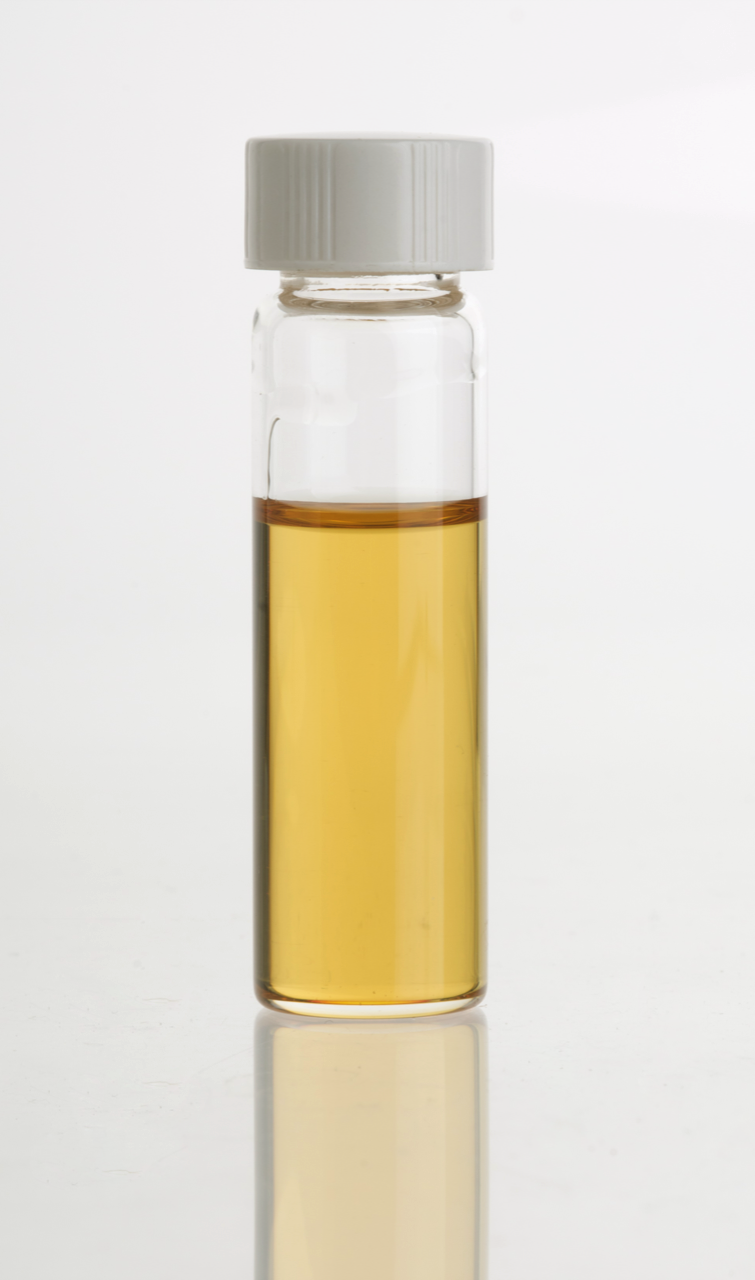
Анисовое масло

Ани́совое ма́сло (лат. Anisi calami) — эфирное масло, получающееся при перегонке с водяным паром растёртых плодов или высушенных зелёных частей растения аниса обыкновенного (Pimpinella anisum).

## Свойства
Анисовое масло — бесцветная или слабо окрашенная в желтоватый цвет жидкость (при охлаждении — белая кристаллическая масса) с характерным запахом аниса и сладким вкусом.
| tзаст, °С   | {\displaystyle {\mbox{d}}_{20}^{20}} | {\displaystyle [{\mbox{n}}]_{\mbox{D}}^{20}} | {\displaystyle [\alpha ]_{\mbox{D}}^{20}} |
| ----------- | ------------------------------------ | -------------------------------------------- | ----------------------------------------- |
| +15 — +19,5 | 0,987 — 0,990                        | 1,5520 — 1,5590                              | -2° — +2°                                 |

Растворимо в 90%-м этаноле (1:3), слабо растворимо в воде.

## Состав
В состав масла входят — анетол (более 85 %), метилхавикол (около 10 %), α-фелландрен, лимонен, дипентен, α-пинен, камфен, γ-бисаболен, β-фарнезен, γ-гимахален, куркумен, анисовый альдегид, анискетон, гидрохинон и его монометиловый эфир, n-креозол, пропионовая, масляная, миристиновая и анисовая кислоты, серосодержащие соединения и другие компоненты.

## Получение и качество эфирного масла
Получают из измельчённых зрелых плодов или целых зелёных растений, скошенных в период молочной зрелости, путём отгонки с паром, выход масла 1,5—6 %.
Эфирное масло получают из аниса, который растёт в Испании, Турции, Мексике, Италии, Индии, Китае. После дистилляции производят сепарацию (разделяют на воду и масло), а далее - фильтрацию (удаляют примеси).
Нередко анисовое масло путают или смешивают с эфирным маслом аниса звёздчатого.

## Применение
Плоды аниса и эфирные масла применяются в парфюмерии и медицине, хлебопечении, в рыбной и мясной промышленности, кондитерском производстве, отдушках для зубных паст и порошков, эликсиров и туалетной воды.
Используются преимущественно плоды, имеющие легкий аромат, который передаётся кулинарным блюдам (сладким блюдам, фруктовым салатам, кексам) и алкогольным напиткам (арак, ракы, пастис).
Анисовое масло обладает антисептическими свойствами. Оно входит в состав нашатырно-анисовых капель.
Используют для получения анисового альдегида.
Анисовое масло служит сырьём для получения анетола.